# City of Stars
«City of Stars» (укр. Місто зірок) — пісня, яку виконали Раян Ґослінґ з Еммою Стоун у фільмі «Ла-Ла Ленд» (2016). Музику для пісні була написана Джастіном Гурвіцом, а текст для пісні — Бенжом Пасеком і Джастіном Полом. За весь час пісня була відзначена численними нагородами, у тому числі «За найкращу пісню» на 74-й церемонії вручення премії «Золотий глобус» і 89-й церемонії вручення премії «Оскар».
Інша версія пісні була випущена як «голлівудський ремікс», але використана у фільмі не була. «City of Stars» випущена 3 березня 2017 року як сингл в Італії.

## Контекст
У фільмі пісню вперше співає сам Раян Ґослінґ в образі Себастьяна, танцюючи на пірсі Ермоса-Біч. Пізніше у фільмі її повторюють Себастьян і Міа (Емма Стоун) під час монтажу, де він готується до туру з гуртом Кіта (Джон Ледженд), а також Міа, яка кидає роботу в кав'ярні та орендує театр для своєї моновистави.

## Нагороди

### Перемоги
- Hollywood Music in Media Awards — Найкраща пісня — повнометражний фільм (17 листопада 2016)[5][6]
- Кінопремія «Вибір критиків» — Найкраща пісня (11 грудня 2016)[7]
- Асоціація кінокритиків Сент-Луїса — Найкраща пісня (18 грудня 2016)[8]
- Г'юстонське товариство кінокритиків — Найкращий оригінальний саундтрек (6 січня 2017)[9][10]
- «Золотий глобус» — Найкраща оригінальна пісня (8 січня 2017)[11]
- «Супутник» — Найкраща оригінальна пісня (19 лютого 2017)[12]
- «Оскар» — Найкраща оригінальна пісня (26 лютого 2017)[13]

### Номінації
- «Ґреммі» — Найкраща пісня, написана для візуальних медіа (28 січня 2018)[14]